# 사르디냐 아사다
사르디냐 아사다(포르투갈어: sardinha assada)는 포르투갈의 정어리 구이이다. 포르투갈의 국민 음식 가운데 하나로 여겨진다.

## 이름
포르투갈어 "사르디냐(sardinha)"는 "정어리"를 뜻하며, "아사다(assada)"는 "굽다"라는 뜻인 동사 "아사르(assar)"의 여성 분사 형태로, "사르디냐" 뒤에서 형용사로 쓰여 "구워진"이라는 뜻을 지닌다. 복수형은 "사르디냐스 아사다스(sardinhas assadas)"이다.

## 만들기
소금으로 간한 정어리를 석쇠에 구워 내는 요리로, 레몬 즙을 뿌리고 쌀밥과 감자 등을 곁들여 먹는다.

## 사진

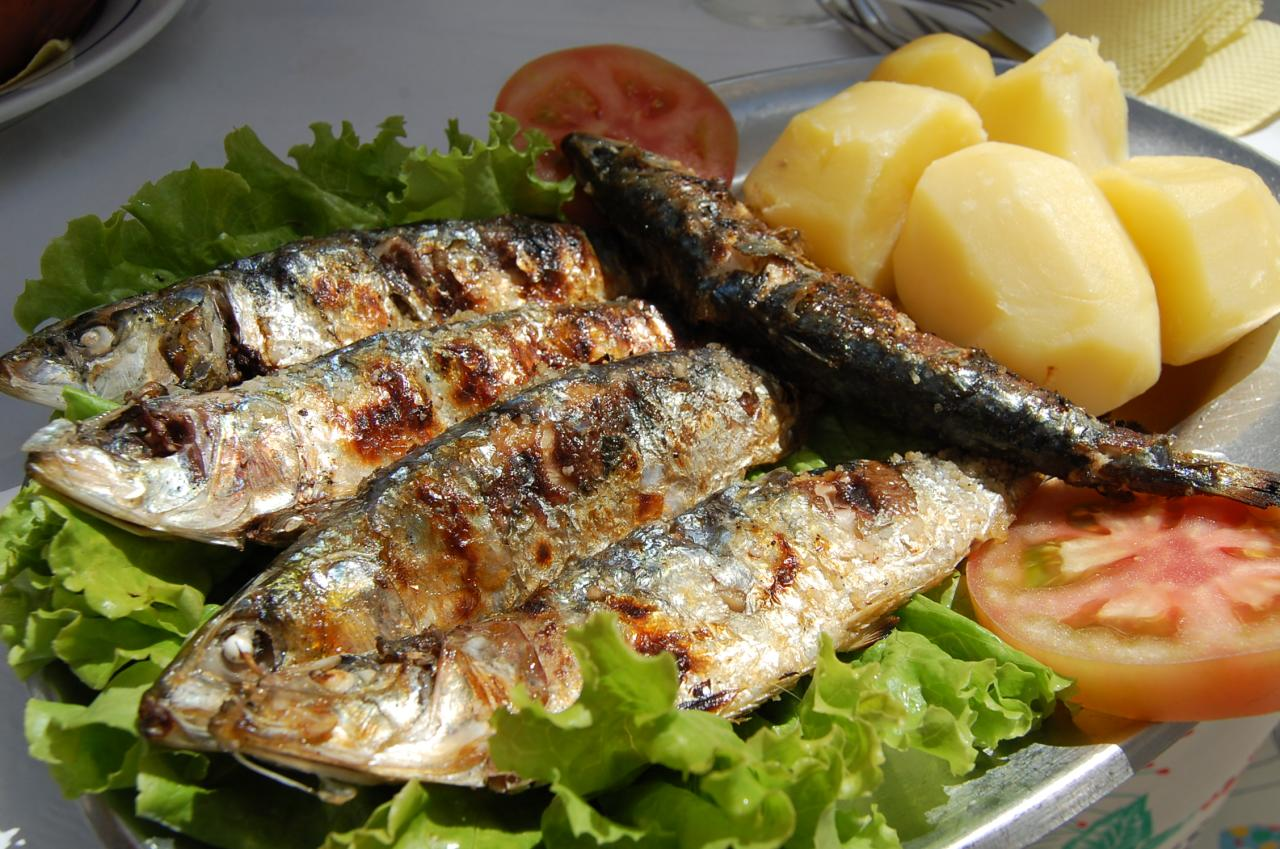
사르디냐 아사다

## 같이 보기
- 정어리